# Tough
«Tough» — песня шотландского певца Льюиса Капальди, изданная 8 июня 2018 года лейблом Virgin Records в качестве первого сингла с его второго мини-альбома Breach. Песня добралась до 63 места в шотландском чарте Scottish Singles Chart и до 39 места в ирландском чарте IRMA.

## Список композиций
| №  | Название | Длительность |
| -- | -------- | ------------ |
| 1. | «Tough»  | 3:49         |

## Позиции в чартах
| Чарт (2018—19)           | Наивысшая позиция |
| ------------------------ | ----------------- |
| Ирландия (IRMA)          | 39                |
| Шотландия (OCC Scotland) | 63                |

## Сертификации
| Регион                                                                      | Сертификация | Продажи |
| --------------------------------------------------------------------------- | ------------ | ------- |
| Австралия (ARIA)                                                            | Золотой      | 35 000  |
| Великобритания (BPI)                                                        | Золотой      | 400 000 |
| Данные о продажах + прослушиваниях приведены только на основе сертификации. |              |         |

## История релиза
| Страна         | Дата        | Формат         | Лейбл  |
| -------------- | ----------- | -------------- | ------ |
| Великобритания | 8 июня 2018 | цифровой сингл | Virgin |